# Stadhuis van Leeuwarden
Het Stadhuis van Leeuwarden is het stadhuis aan het Hofplein in Leeuwarden.
Het stadhuis werd gebouwd door stadstimmerman Claes Bockes Balck. De eerste steen werd gelegd op 1 april 1715 door de drie jaar oude Willem Karel Hendrik Friso (1711-1751), Prins van Oranje en Nassau. Het classicistische drielaags gebouw heeft een voorgevel met 27 ramen. Boven de deur in de middenrisaliet staat in gouden letters het opschrift "Pace et Justitia" (Vrede en Gerechtigheid). De twee beelden boven de entree zijn van de hand van Gerbrandus van der Haven. Pieter Nauta maakte het fronton, met daarin de Stedemaagd, geflankeerd door putti.
In 1760 werd aan de achterzijde een nieuwe raadzaal gebouwd naar ontwerp van Pieter de Swart. Op 12 augustus werd de eerste steen gelegd door Willem V van Oranje-Nassau (1748-1806). In 1847 kwam op de plaats van de naastgelegen Hoofdwacht een gebouw naar ontwerp van Thomas Adrianus Romein, waarin de nieuwe Raadkamer werd gevestigd. Het stadhuis onderging een aantal wijzigingen, waaronder het bordes. De Leeuwarder schilder Johan Joeke Gabriël van Wicheren heeft portretten gemaakt van de koningen Willem I, Willem II en Willem III. In 1915 werd in de achtkante lantaarn een beiaard geplaatst. Oorspronkelijk kwam dit carillon uit de in 1884 afgebroken Sint-Jacobstoren (Nieuwetoren). In 1944 werd het carillon weer verwijderd en opgeslagen in de werkplaats van klokkengieter Van Bergen. In 1945 keerden de klokken terug maar werden niet meteen teruggeplaatst van wegen instortingsgevaar. In 1972 werd het carillon uiteindelijk teruggebracht in het koepeltje. Er hangen klokken van de gieters: Hans Falck (1632), Claude Fremy, de opvolger van de gebroeders Hemony (1686), Petrus Overney (1689) en van Eijsbouts (1972). In totaal bestaat het carillon uit 39 klokken.

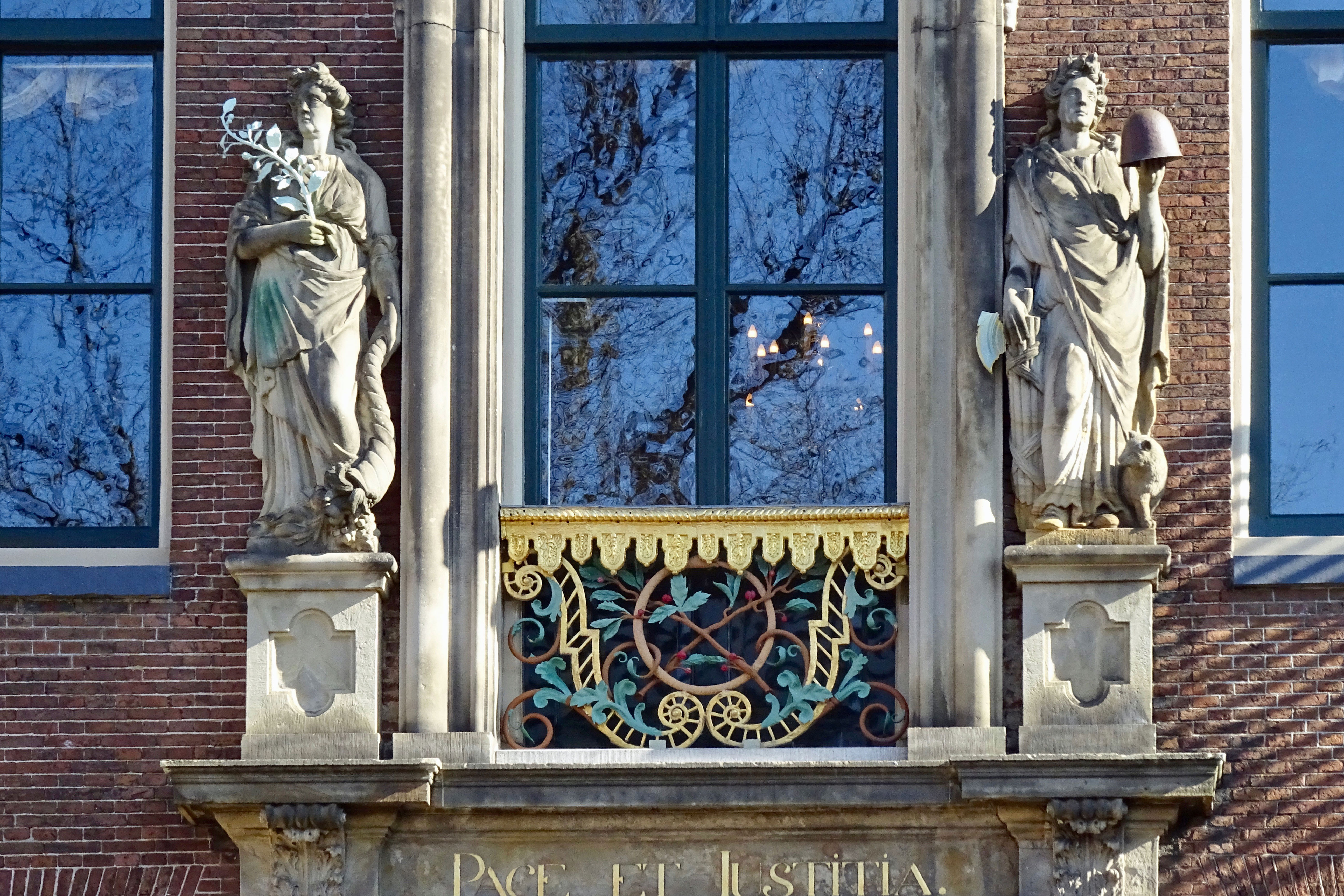
Beelden Vrede en Gerechtigheid van Gerbrandus van der Haven
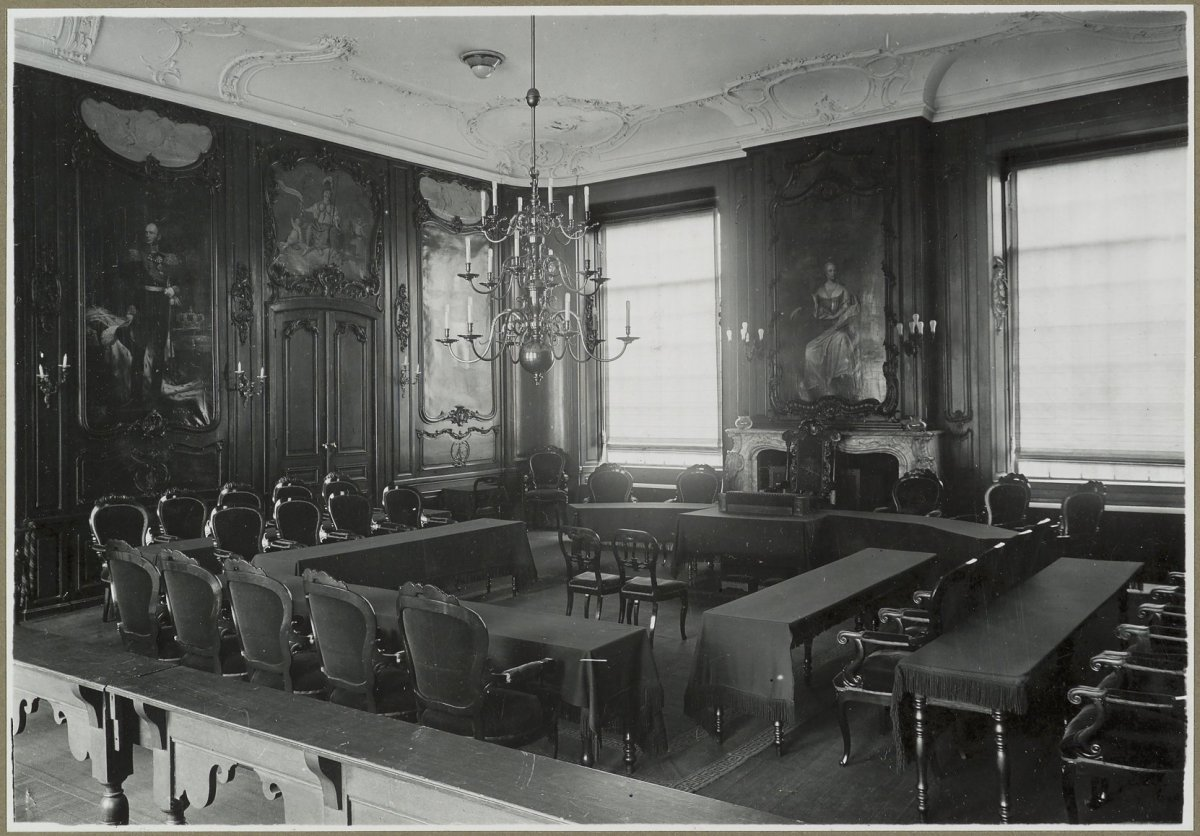
Interieur raadzaal
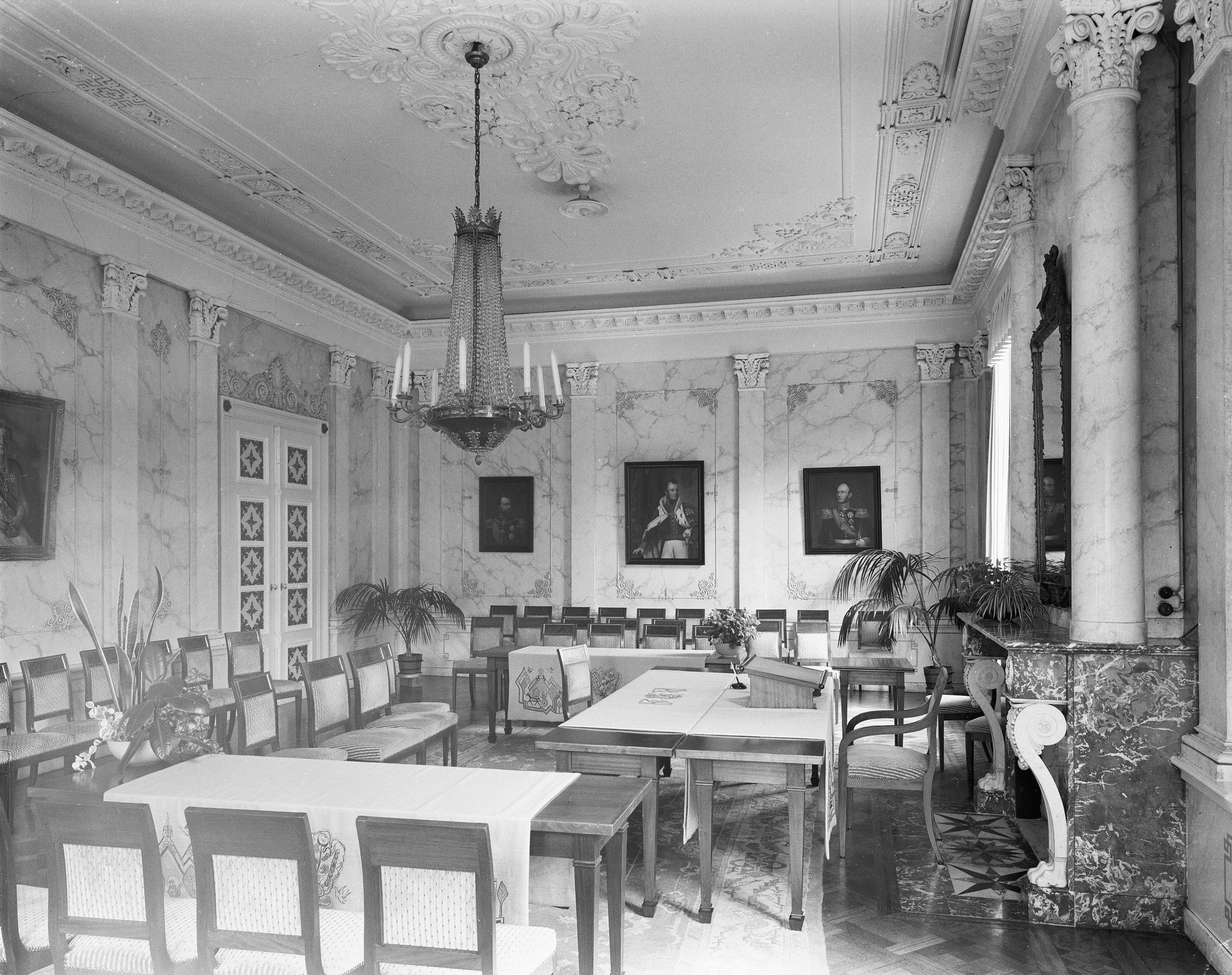
Interieur trouwzaal

Op 27 mei 2005 heropende Prinses Margriet der Nederlanden het stadhuis na een restauratie vanaf 2002.